# Qin-Dynastie

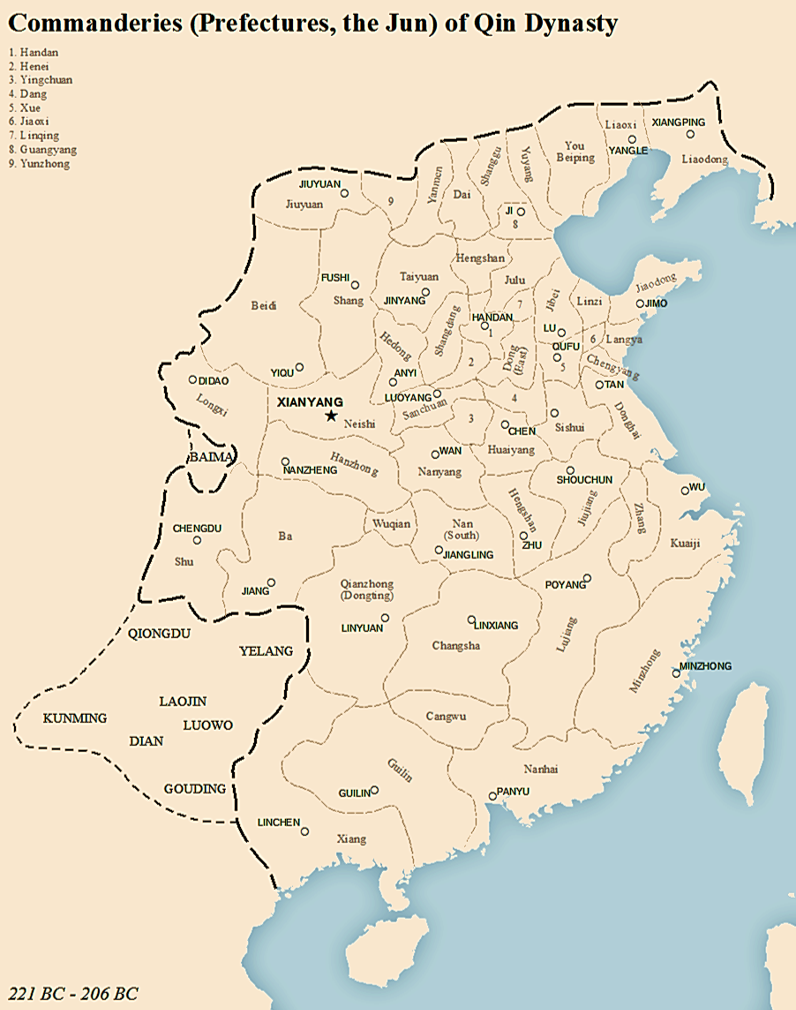
Gebiet der Qin-Dynastie

Die Qin-Dynastie (chinesisch 秦朝, Pinyin Qíncháo, W.-G. Ch’in Ch’ao, Aussprache: [t͡ɕʰin˧˥ t͡ʂʰɑʊ̯˧˥]) war die erste Dynastie des chinesischen Kaiserreiches. Sie entstand aus dem Staat Qin, dem westlichsten der sieben Staaten, die in der Zeit der Streitenden Reiche um die Vorherrschaft rangen. Qin gelang es, bis zum Jahre 221 v. Chr. alle rivalisierenden Reiche zu erobern und somit zum ersten Mal das gesamte von Chinesen besiedelte Territorium unter einer Krone zu vereinigen. Dies war der Höhepunkt einer Entwicklung, die bereits in den vorangegangenen Jahrhunderten eingesetzt hatte, und eines der wichtigsten Ereignisse der Geschichte Chinas. Nach der Reichseinigung nahm der Qin-König Zheng den Kaisertitel an; er ist deshalb als Qin Shihuangdi bekannt. Als eigentlicher Architekt des Einheitsreiches gilt jedoch dessen Kanzler Li Si. Das durch die Qin-Dynastie beherrschte Territorium war viel größer als jenes, das seine Vorgänger, wie etwa die Shang- oder Zhou-Dynastie kontrollieren konnten.
Die wenigen Jahre, die die Qin-Dynastie überdauerte, gehören zu den politisch kreativsten Abschnitten der chinesischen Geschichte. Auf der Philosophie des Legalismus aufbauend schuf Qin die Grundzüge des chinesischen Staatswesens, die in den darauffolgenden Jahrhunderten Bestand hatten: die kaiserliche Bürokratie, systematische Erfassung der Bevölkerung und Ländereien zu Besteuerungszwecken, Legitimierung des Kaisertums, Bau einer Mauer zum Schutz gegen die Völker Innerasiens sowie die Verwendung von einheitlichen Maßen, Schrift und Währung im ganzen Reich. Nicht zuletzt leitet sich der Name China vom Wort Qin ab.
Nach dem Tod des ersten Kaisers im Jahre 210 v. Chr. brachen im ganzen Land Unruhen aus. Trotz der militärischen Stärke der Qin brachte der folgende Bürgerkrieg die Dynastie zum Fall. Im Jahr 207 v. Chr. ließ der Rebell Xiang Yu den dritten Qin-Kaiser Ziying hinrichten, kurz darauf begründete Liu Bang die Han-Dynastie.
Lange Zeit wurde die Qin-Dynastie von der chinesischen Geschichtsschreibung einseitig als barbarisch und militaristisch verurteilt. Auch unter westlichen Wissenschaftlern galten die Qin lange Zeit als ein typisches Beispiel des Totalitarismus. Die Analyse archäologischer Funde hat jedoch in den vergangenen Jahrzehnten zu einem ausgewogeneren Bild geführt.

## Herkunft und Aufstieg des Qin-Staates

### Der Staat Qin
Die Ursprünge der Qin liegen in der Zhou-Dynastie. Die Zhou-Könige vergaben Lehen an Verwandte, Verbündete oder Mitglieder des gestürzten Hauses Shang, um sich ihre Treue zu sichern. Diese Aufteilung des Landes führte nach und nach zur politischen Zersplitterung des Reiches. So gab es während der Frühling- und Herbstperiode etwa 170 Staaten, die ihrerseits wieder in Lehen aufgeteilt waren. Die Zhou-Herren verloren indes ihre Bedeutung. Diese Zersplitterung konsolidierte sich bis zur Zeit der Streitenden Reiche, in der sich 7 Staaten gegenseitig bekämpften. Diese Staaten waren voneinander unabhängig und lebensfähig. Sie hatten zwar weitgehend eine gemeinsame Sprache und Kultur, jedoch gab es Grenzen, Zölle, wechselnde Allianzen, Intrigen und Kriege.
Im Jahre 897 v. Chr. bekam Feizi vom Zhou-König ein Lehen in der Nähe des heutigen Tianshui (Provinz Gansu), um dort Pferde für den Königshof zu züchten. Die Nachkommen des Feizi nahmen nicht lange danach den Herzogtitel (Gong) an und gewannen an Einfluss; im Jahre 770 war der Zhou-König gar gezwungen, den Schutz dieses neuen Geschlechts vor einem Angriff der Rong zu suchen. Im Gegenzug wurde Qin auch von Seite des Königs zum Herzogtum erhoben. Die genaue Herkunft der Bevölkerung von Qin ist unbekannt. Aufgrund seiner Lage waren die Einwohner und das Herrschergeschlecht von Qin von nicht sesshaften innerasiatischen Völkern beeinflusst oder stammten sogar von ihnen ab, wenngleich sich der Staat bis in das 5. Jahrhundert v. Chr. in ständigen Kämpfen mit genau diesen nomadischen Nachbarn befand. Gleichzeitig wurden die chinesische Kultur und ihre Bräuche schrittweise übernommen.

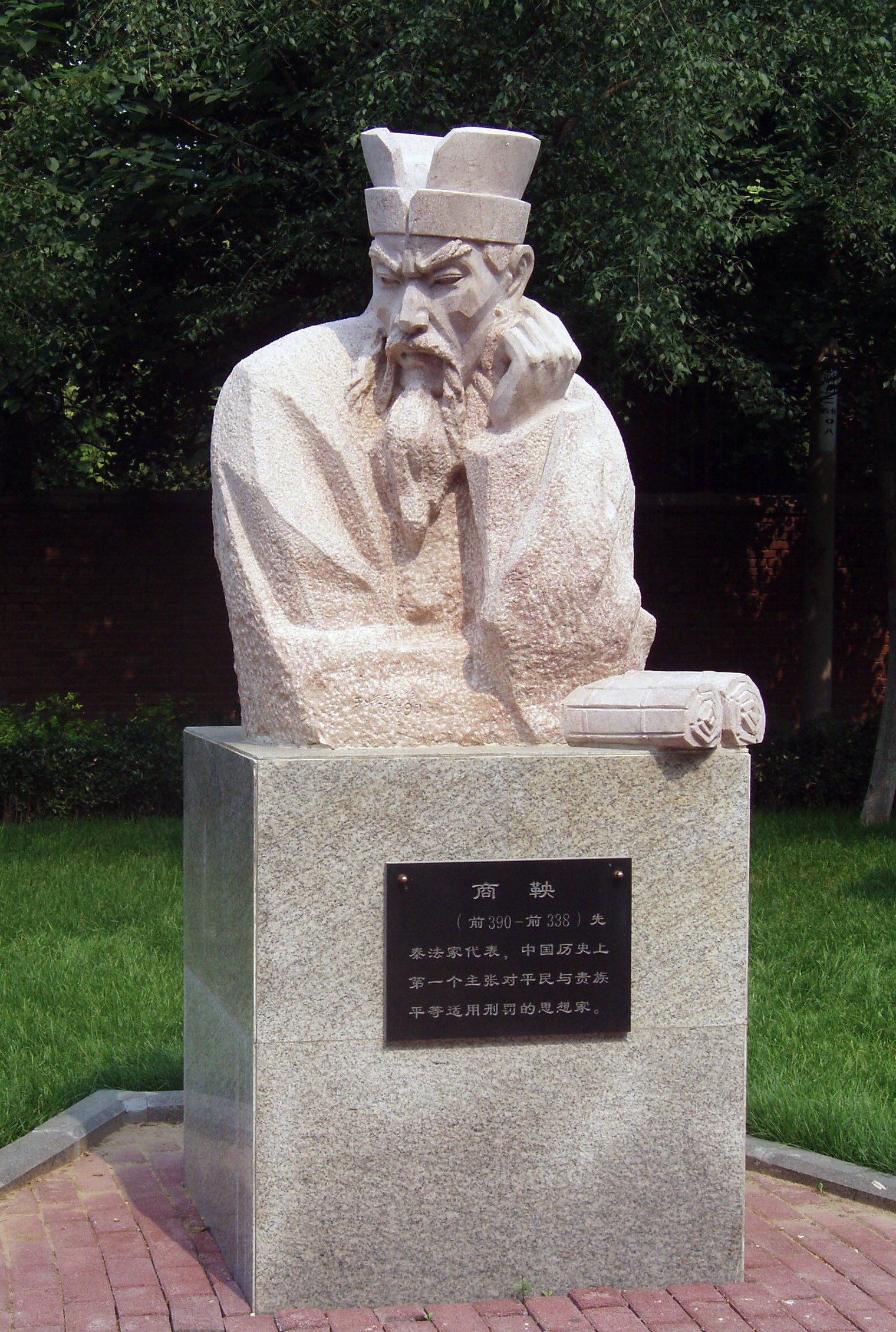
Shang Yang

Während des Aufstiegs und des Wachstums von Qin wurde die Hauptstadt mehrmals verlegt; ab etwa 350 v. Chr. lag sie im heutigen Xianyang nahe Xi’an; die als Gebiet innerhalb der Pässe (Guanzhong) bezeichnete Region um Xi’an sollte danach für Jahrhunderte das Zentrum der chinesischen Reiche bleiben.  Bis dahin wurde Qin aufgrund seiner Lage, aber auch aufgrund seiner niedrigen kulturellen Entwicklung von seinen Rivalen als Außenseiter und „barbarisch“ betrachtet. Unter der Herrschaft von Herzog Xiao und seinem Berater Shang Yang wurden zwischen 361 und 338 v. Chr. jedoch tiefgreifende Reformen im Sinne der philosophischen Strömung des Legalismus durchgeführt, die Qin gegenüber seinen Nachbarn besonders in Landwirtschaft, Verwaltung und Wirtschaftspolitik Vorteile verschafften. Im Jahre 325 nahmen die Qin-Herrscher schließlich den Königstitel an, wie es die Monarchen der anderen Staaten bereits getan hatten.

### Militärische Expansion
Seit seiner Entstehung war das Qin-Königreich stetig gewachsen und hatte sich vornehmlich in Richtung Westen und Nordwesten ausgedehnt. Die eigentliche militärische Expansion des Staates Qin begann 316 v. Chr., als man Shu und später Ba (die Regionen des heutigen Chengdu und Chongqing, heutiges Sichuan) eroberte und damit den Rivalen Chu an seiner Südgrenze entscheidend schwächte. Im Jahre 256 war es wiederum Qin, das die Zhou-Dynastie auslöschte, auch wenn dies damals aufgrund deren Schwäche keine große politische Bedeutung mehr hatte. Die Nachbarmächte versuchten indes, der Expansion Qins entweder durch Allianzen gegen Qin oder durch Beschwichtigung Einhalt zu gebieten.
So sind drei Mordanschläge auf den Qin-König Zheng überliefert. Eines dieser Attentate wurde im Jahre 227 v. Chr. durch den Gesandten des Staates Yan ausgeübt, der mit einer Unterwerfungsurkunde, einer Landkarte von Yan und dem Kopf eines übergelaufenen Qin-Generals zum Qin-König gereist war. Eine weitere Aktion, die den Vormarsch von Qin stoppen sollte, war der Bau des 120 km langen Zheng-Guo-Kanals nördlich der Hauptstadt Xianyang, der durch den aus Han gekommenen Zheng Guo geplant wurde. Angeblich war es das Ziel der Anstifter dieses Planes, der Wirtschaft Qins durch dieses Riesenprojekt Ressourcen zu entziehen und den Staat so zu schwächen. Obwohl diese „Verschwörung“ aufgedeckt wurde, baute man den Kanal fertig; der wirtschaftliche Nutzen durch das Projekt stärkte Qin zusätzlich. Gemäß den Chroniken führte die Aufdeckung dieser Verschwörung dazu, dass Qin plante, alle Ausländer auszuweisen. Dies entspricht jedoch wahrscheinlich nicht den historischen Tatsachen.
Für die letzten Jahre vor der Einigung der Reiche berichten die Chroniken von einer großen Anzahl militärischer Auseinandersetzung mit so astronomischen Heeresstärken und Opferzahlen, dass sich Zweifel an der Korrektheit der Angaben geradezu aufdrängen. Die sechs Reiche, die neben Qin existierten, wurden schließlich in schneller Folge erobert: Han (230), Chao (228) und Wei (225), die östlich von Qin gelegen waren, dann 223 Chu im Süden, und schließlich Yan und Qi im Nordosten (222 bzw. 221).

### Gründe für den Erfolg des Qin-Staates
Warum ausgerechnet ein Staat, der ursprünglich kulturell am wenigsten entwickelt und am Rande des chinesischen Territoriums lag, die Stärke entwickeln konnte, um das Reich zu vereinigen, ist Gegenstand zahlreicher Untersuchungen. Eine ganze Reihe von Faktoren hat zu dieser Entwicklung beigetragen:
- der Aufbau einer effizienten Verwaltung. Reformen, die unter Fürst Xiao und dessen Berater Shang Yang begonnen wurden und die die Theorien der philosophischen Strömung des Legalismus umsetzten, führten dazu, dass Qin unter allen damaligen chinesischen Reichen über das effizienteste Staatswesen verfügte. Auf Basis des Legalismus, der das Regieren durch Gesetz anstatt des konfuzianistischen Regieren durch Tugend betonte, entstanden Gesetze, wurden bestimmte Handlungen mit Strafen oder auch mit Belohnung belegt, und es wurden zahlreiche Durchführungsverordnungen und Normen erlassen. Ein Bericht aus dem Jahr 264 v. Chr. beschreibt die Beamten von Qin etwa als gefürchtet, aber unbefangen. Eine weitere bedeutende Innovation war die Einführung zweier Kanzlerämter, nämlich eines Kanzlers zur Linken und eines Kanzlers zur Rechten. Für die Regierungsform des Qin-Königreiches wurde der Begriff des bürokratischen Staatszentralismus geprägt. Auch die Nachbarstaaten Qins waren von legalistischem Gedankengut beeinflusst; Qin war jedoch am konsequentesten in der Umsetzung seiner Ideen.[23][24]
- militärische Stärke. Durch die ständige Auseinandersetzung mit den Nomaden durch die Reformen von General Wei Ran verfügte Qin über ein ausgebildetes und schlagkräftiges Heer.[25] Außerdem ermöglichte die damals gerade eingeführte Registrierung aller Haushalte eine effiziente Rekrutierung von Soldaten. Theorien, dass Qin auch aufgrund von Vorsprüngen bei der Eisenbearbeitung militärische Vorteile gehabt haben könnte, werden von archäologischen Funden jedoch entkräftet; die gefundenen Waffen sind zum größten Teil aus Bronze gefertigt, das damals überwiegend gegossene Eisen war hingegen weich und brüchig. Da in die Zeit des Aufstieges des Qin-Staates auch der Übergang von Streitwagen- zu massiven Infanterieheeren kombiniert mit dem Einsatz von Armbrustschützen als dominierende Form der Kriegsführung fiel, war die Fähigkeit der Verwaltung, kurzfristig Streitkräfte zu rekrutieren, entscheidend.[26][27]
- Konzentration aller Macht und Autorität auf einen Herrscher, anstatt sie wie bis dahin auf Vasallen zu verteilen. Diese Neuerung geht auf den Philosophen Fan Sui zurück.[28]
- Verbesserungen in der Landwirtschaft. Das bis dahin dominierende Brunnenfeldsystem wurde abgeschafft und die landwirtschaftlich genutzte Fläche ausgeweitet. Bauern aus anderen Staaten wurden im bis anhin dünn besiedelten Qin-Territorium angesiedelt.[29] Fronarbeit wurde durch Steuern ersetzt und Land kauf- und verkaufbar gemacht. Die Erträge steigerten sich dadurch, weil das Einkommen der Bauern direkt mit den Erträgen wuchs. Zusätzlich machten Kanalbauten ausgedehnte Ländereien nutzbar; der Effekt dieser Bauten trat jedoch erst ein, als Qin in seiner Expansion bereits weit fortgeschritten war. Die effizientere Landwirtschaft ermöglichte das Wachstum der Städte und die Abstellung von Arbeitskräften für den Bau von Straßen und Brücken.[30][31]
- die Bereitschaft, Ausländer in hohen Positionen zu akzeptieren. Persönlichkeiten wie Shang Yang, Lü Buwei, oder Li Si stammten alle nicht aus Qin, sondern kamen aus rivalisierenden Staaten, wo sie nicht in die von ihnen angestrebten Positionen gelangen konnten. Die Umsetzung ihrer Ideen war jedoch maßgebend für die Staatsorganisation von Qin und letzten Endes für dessen Durchbruch. Lediglich bei Heerführern benötigte Qin keine Ausländer.[32]
- die Lage von Qin, das von Gebirgszügen und dem Gelben Fluss geschützt wurde. Es war somit von Angriffen der rivalisierenden Nachbarreiche geschützt und konnte aus dieser Deckung heraus agieren.[33]
- eine Serie kompetenter und langlebiger Herrscher, die Kontinuität und Stabilität mit sich brachte.

## Einflussgebiet
Das Herzland der Qin-Dynastie lag im Tal des Wei-Flusses und am Oberlauf des Gelben Flusses, an dessen Lauf 90 % der Bevölkerung der Region lebten. Es bestand aus einem bergigen und trockenen Teil im Nordwesten, dem heutigen Gansu und dem Norden Shaanxis und dem Lößplateau vom heutigen Shaanxi, Shanxi und westlichen Henan. Dieses Gebiet hatte einen weichen und fruchtbaren Boden, genug Feuchtigkeit für den Anbau von Weizen und Hirse, weiters war es vor Hochwassern relativ sicher. Die Aufschüttungsebene des Gelben Flusses, also das heutige Henan, das südliche Hebei, Shandong sowie der Norden von Jiangsu und Anhui wurden durch die Eroberung der Nachbarstaaten Teil des Qin-Reiches. Diese Region verfügt zwar über fruchtbare Böden, wird jedoch häufig überschwemmt und ist einem Monsunklima ausgesetzt, was das Anlegen von Brunnen und die Feldbewässerung notwendig macht.
Das Herrschaftsgebiet der Qin-Dynastie zerfällt somit in zwei Teile, die durch den Hangu-Pass voneinander getrennt werden. Das westlich dieses Passes gelegene Gebiet wird auch als Guanzhong bezeichnet und hat die Hauptstadt Xianyang als Zentrum. Das Gebiet östlich dieses Passes, dessen Zentrum die alte Hauptstadt des Staates Qi, Linzi, war, hatte zwar eine deutlich höhere Bevölkerungszahl, galt jedoch als militärisch schwächer als das Gebiet des gebirgigen Westens. Somit war während der Qin-Dynastie die Situation gegeben, dass der weniger dicht besiedelte und kulturell weniger fortgeschrittene Westen des Landes über den bevölkerungsreicheren Osten herrschte.
Das heutige wirtschaftliche Zentrum des Landes, der Jangtsekiang, stellte während der Qin-Dynastie eher eine Grenzregion dar. Zwar war der Oberlauf des Jangtsekiang mit dem heutigen Chengdu bereits lange vor der Reichseinigung Teil Qins geworden, der Mittellauf des Flusses, der das Herzland des früheren Chu darstellte, sowie sein Unterlauf, blieben jedoch wirtschaftlich schwach und relativ unbedeutend. Das heutige Südchina, auch heute eine Region mit sehr feuchtem Klima, war zur Zeit der Qin-Dynastie zu sumpfig für den Ackerbau und lag außerhalb des chinesischen Kulturraums. Es galt bis zur hunderte Jahre später regierenden Tang-Dynastie als Ort, wo Sümpfe, Dschungel, Krankheiten, Giftpflanzen, wilde Tiere und Stämme herrschten, und als ein Ort der Verbannung. Gleichwohl versuchte Qin, seinen Herrschaftsanspruch über den Süden geltend zu machen, indem man in den heutigen Provinzen Fujian und Guangdong sowie im nördlichen Vietnam militärische Präsenz zeigte.
Einige Regionen, die heute Teil Chinas sind, waren aus Sicht der Qin-Dynastie unerforscht oder unbekannt, dazu gehören das heutige Nordostchina (Mandschurei) und der größte Teil der Inneren Mongolei, der Südwesten mit Yunnan und Guizhou und die westlichen Regionen Xinjiang und Tibet.

## Herrschaft der Qin-Dynastie

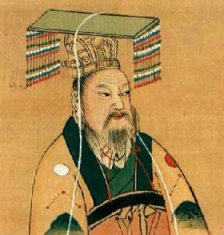
Qin Shihuangdi

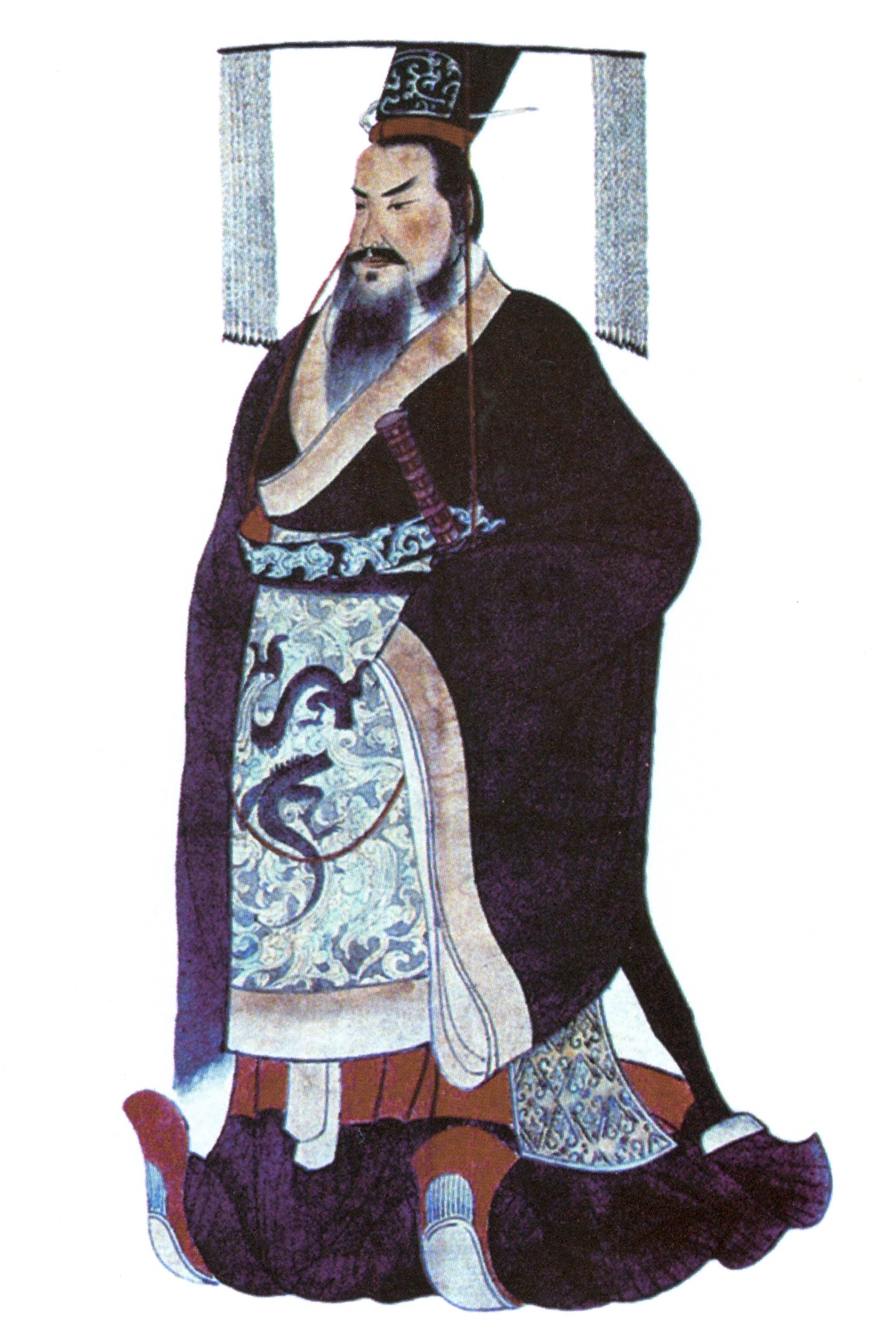
Qin Shihuangdi

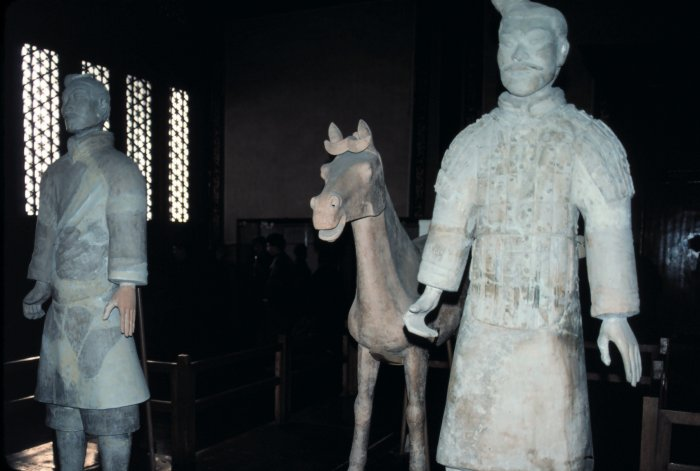
Ein Qin-Terrakotta-Soldat, US-Aufnahme 1979 in Xi’an.

### Verwaltung
Nachdem das Reich 221 vereinigt war, wurde die dahin gültige Aufteilung des Landes in Königreiche und Lehen komplett abgeschafft. Es kam an ihrer Stelle zur Unterteilung des Territoriums in 36 Kommandanturen (jùn), die ihrerseits wieder in Kreise unterteilt wurden. An der Spitze jeder Kommandantur stand ein dreiköpfiges Gremium bestehend aus einem Gouverneur, einem Militärkommandanten und einem kaiserlichen Inspektor. Den Kreisen standen Magistrate vor. Alle diese Positionen wurden zentral besetzt; Ihre Inhaber konnten jederzeit abberufen werden. Auch waren diese Titel nicht vererbbar. Bis zum Ende der Qin-Dynastie wurden vier bis sechs weitere Kommandanturen geschaffen, während die Anzahl der Kreise auf etwa 1000 stieg. Dieses System wurde, mit gewissen Anpassungen, von allen späteren Dynastien weitergeführt.
Dieses Verwaltungssystem war im Jahre 221 nicht neu, und es wurde auch nicht in Qin erfunden. Es wurde wahrscheinlich ursprünglich in Chu eingeführt, um neu eroberte oder kolonisierte Ländereien zu verwalten. Qin war jedoch jener Staat, der dieses System am konsequentesten umsetzte. Später diente es dazu, den Einfluss der lokalen Machthaber zu begrenzen. Neu war jedoch, dass der Vorschlag des damaligen Kanzlers Wang Kuan, das Reich nach Vorbild der Zhou-Könige in Lehen aufzuteilen und diese Lehen an Verwandte des Kaisers zu vergeben, auf Betreiben von Li Si abgelehnt wurde. Dies bedeutete einen scharfen Bruch mit der Vergangenheit, den Beginn der kaiserlichen Bürokratie und das Ende des Feudalismus. Somit hatte der Kaiser eine direkte Verwaltung über das gesamte Reich zur Verfügung.
Die aristokratischen Familien, die bis dahin über Königreiche und Fürstentümer geherrscht hatten, und deren Gefolge, wurden in die Hauptstadt umgesiedelt und kamen unter Aufsicht der Zentralregierung. Zu diesem Zweck wurden genaue Kopien der Paläste ihrer Herkunftsorte in der Hauptstadt erbaut. Es ist wahrscheinlich, dass diese von nun an von der Regierung bezahlt wurden, um ihre früheren Einnahmen zu ersetzen. Chinesische Chroniken sprechen von 120.000 Familien, die auf diesem Weg in neuerbaute Paläste in Xianyang kamen und dort bis zum Sturz der Qin-Dynastie blieben. Die Zahl der 120.000 Familien ist jedoch aller Wahrscheinlichkeit nach zu hoch; sie resultiert daraus, dass das chinesische Wort wan heute 10.000 bedeutet, zur Zeit des Chronisten jedoch einfach nur sehr viel.
Parallel zur Zwangsumsiedelung der früheren Elite wurden Waffen eingesammelt, in die Hauptstadt gebracht und eingeschmolzen. Aus ihnen wurden Glocken und zwölf riesige Statuen gegossen, die in der Palastanlage aufgestellt wurden. Zwei dieser Statuen überdauerten bis ins 14. Jahrhundert. Außerdem veranlasste der Erste Kaiser, dass zahlreiche Stadtmauern und andere militärische Anlagen abgerissen wurden.

### Kaisertitel
Zu den ersten politischen Aktivitäten nach der Reichseinigung gehörte, dass der König seine Minister um Vorschläge für einen neuen Herrschertitel bat. Der neue Titel sollte den Königstitel ablösen und den Status des Herrschers über das gesamte Tianxia ausdrücken. Er entschied sich für den Titel Huangdi, der nur sehr inadäquat als Kaiser übersetzt wird, und wählte für sich selbst den Herrschernamen Shi Huangdi, also etwa erster erhabener Kaiser, weil er sich als erster einer unendlichen Herrscherdynastie sah. Der Kaisertitel Huangdi blieb bis zum Ende des chinesischen Kaisertums erhalten. Huang bedeutet scheinend oder erhaben, speziell der Begriff Di erwies sich jedoch als kluge Wahl, denn er stammte aus der Shang-Dynastie und bezeichnete die Gottheit, von der die Shang angeblich abstammten. Daneben wurden die vier obersten Gottheiten des in Qin am weitesten verbreiteten Glaubens als Di bezeichnet. Er wurde während der Zhou-Dynastie als Bezeichnung für die legendären Weisen, die die menschliche Zivilisation begründet haben sollen, eingeführt. Als das Zhou-Königtum seinen Einfluss einbüßte, gab es mehrere Bestrebungen anderer Könige, den Herrschertitel Di anzunehmen. Diese Bestrebungen mussten zwar nach äußerem Druck fallengelassen werden; als 221 das Reich geeinigt wurde, war Di jedoch schon ein Begriff, der eine starke politische Botschaft und das Übermenschliche des neuen Herrschers vermittelte.

### Vereinheitlichung der chinesischen Schrift
Die Große Siegelschrift, die zu Beginn der Zhou-Dynastie in Gebrauch war, hatte sich im Laufe der Zeit verändert und es hatten sich regionale Unterschiede herausgebildet. Die Folge war, dass das gleiche Zeichen an verschiedenen Orten unterschiedliche Schreibweisen haben konnte.
Eine Reform, die in den Chroniken direkt Li Si zugeschrieben wird, wahrscheinlich aber von Beamten, die Li Si unterstanden, durchgeführt wurde, leitete die folgenden Maßnahmen ein:
- Vereinfachung und Rationalisierung der teils sehr komplexen Schreibweisen, wodurch die Kleine Siegelschrift entstand. Dabei wurden Zeichen auch strukturell stark geändert, wiederum andere Zeichen entfielen ganz.
- Abschaffung lokaler Varianten und Einführung von alleingültigen Schreibweisen, wobei wahrscheinlich zumindest teilweise die im Staat Qin üblichen Formen als Standards beibehalten wurden
- Durchsetzung dieser neuen Schreibweisen im ganzen Reich.

Die Vereinfachung der Schrift kam zunächst den Bedürfnissen der zentralen kaiserlichen Verwaltung, die das Anfertigen zahlreicher Schriftstücke bedingte, entgegen. Ein wichtiger Grund für diese Änderungen dürfte nicht zuletzt gewesen sein, dass phonemische Elemente in den Zeichen die Aussprache, die sich ebenfalls gewandelt hatte, nicht mehr widerspiegelte. Insgesamt wurde im Zuge dieser Vereinheitlichung etwa ein Viertel der Zeichen abgeschafft. Diese Reform legte den Grundstein für weitere Vereinfachungen während der unmittelbar folgenden Han-Dynastie, wonach die Schrift praktisch bis zur Einführung von Kurzzeichen durch die Volksrepublik China unverändert blieb. Es ist anzunehmen, dass sich ohne die Vereinheitlichung der chinesischen Schrift während der Qin-Dynastie mehrere Orthographien etabliert hätten. Ob ein vereinigtes chinesisches Reich dann langen Bestand gehabt hätte, ist fraglich.

### Gesetzgebung
Die Gesetze der Qin-Dynastie gehen im Wesentlichen auf den bedeutenden Legalisten Shang Yang zurück. Es werden ihnen zwei Prinzipien zugeschrieben:
- die Gruppenverantwortung für Vergehen in Familien und in Einheiten von fünf oder zehn Familien, in welche die Bevölkerung aufgeteilt wurde
- die Androhung und Anwendung von besonders grausamen Strafen, um Straftaten vorzubeugen. Zu den Strafen gehörten neben der Todesstrafe durch Köpfen das Kochen in einem Kessel, das Zerschneiden an der Hüfte, das Zerreißen durch zwei Streitwagen oder die besonders schweren Fünf Strafen, also Verstümmelung durch Abschneiden von Körperteilen vor der eigentlichen Hinrichtung.

Obwohl Qin für grausame Strafen bekannt ist, sind die gleichen Strafen auch aus anderen Staaten der Zeit der Streitenden Reiche belegt und sie fanden auch nach dem Fall der Qin-Dynastie Anwendung.
Die Gesetze der Qin boten jedoch auch Anreize für gewünschtes Verhalten. Bereits unter Shang Yang war eine Rangordnung mit 17 oder 18 Stufen geschaffen worden, auf der man durch lobenswerte Taten emporsteigen konnte. Dies betraf ursprünglich nur Verhalten im Militär (so bekam der, der einen Feind tötete, eine Beförderung von einem Rang), später auch durch andere Aktivitäten, etwa durch das Abliefern von Getreide an die Regierung in Notzeiten. Hatte man eine bestimmte Rangstufe erreicht, wurde man von Arbeits- und Militärdienst ausgenommen, ab einer weiteren Rangstufe wurde man mit Land belohnt. Die Rangstufe war nicht vererbbar, der mit der Rangstufe verbundene Landbesitz wahrscheinlich schon. Dieses Rangstufensystem wurde in der Qin-Dynastie auf das gesamte Reich ausgeweitet und von der Han-Dynastie in modifizierter Form beibehalten. Das ursprüngliche Ziel dieser Rangordnung dürfte gewesen sein, die traditionelle Aristokratie in ihrer Macht zu beschränken, sie förderte jedoch zugleich die soziale Mobilität: Für die Zeit kurz nach der Reichseinigung sind deutlich mehr Würdenträger nichtaristokratischer Herkunft nachweisbar als zur Zeit des frühen Qin-Staates.
Die Gesetze wurden ausschließlich im Interesse des Staates erlassen; das Individuum hatte sich, gemäß der Philosophie des Legalismus, dem Ziel eines mächtigen Staates unterzuordnen. Ein weiteres Merkmal der legalistischen Denkweise war ein gewisser Egalitarismus, also dass die Gesetze auf alle Mitglieder der Gesellschaft, die Kaiserfamilie eingeschlossen, anzuwenden seien. Als Interesse des Staates wurden zwei „primäre“ Aktivitäten definiert, nämlich Landwirtschaft und Militär. Alle anderen Aktivitäten, wie Handel, Kunst, oder die Herstellung von Luxusgütern sollte geächtet werden; der Grad der Umsetzung dieser Politik ist jedoch unklar. Ziel der Legalisten war eine stabile Gesellschaft, die auf einer zufriedenen Bauernschaft beruhen sollte. Wenngleich die folgenden Dynastien den Legalismus nicht annahmen wie die Qin-Dynastie, so konnten Händler und Gewerbetreibende nie eine dominante Stellung in der chinesischen Gesellschaft einnehmen.
Gesetzestexte, die in Ausgrabungen entdeckt wurden, deuten darauf hin, dass während der Qin-Zeit viel Wert auf genaue Verwaltung, standardisierte Berichte und Abläufe gelegt wurde. Dazu gehörten, wie und wann die Berichte zu erstellen und zu versenden seien, oder auch Verbote, zu gewissen Zeiten Holz zu schlagen, Vogelnester zu räubern oder Fische zu vergiften. Im ganzen Reich vereinheitlicht wurden zudem Maße und Gewichte; Maßgefäße aus dem Jahre 221 mit den Insignien Shang Yangs wurden sogar außerhalb des damals von Chinesen bewohnten Territoriums bei Ausgrabungen gefunden.
Die Währung war ein weiteres Feld, bei dem während der Qin-Dynastie eine Reform und Vereinheitlichung herbeigeführt wurde. Während der Zeit der Streitenden Reiche hatte jeder Staat seine eigenen Münzen, die die verschiedensten Formen hatten. In Qin wurden Münzen erst relativ spät eingeführt; gemäß den Chroniken kamen die ersten Metallmünzen in Qin 356 in Umlauf. Die neuen Münzen, die kurz nach der Reichseinigung eingeführt wurden, waren rund mit einem quadratischen Loch in der Mitte; auch die folgenden Dynastien behielten diese Form bei. Mit diesem Schritt verloren andere Güter wie Jade, Perlen, Silber und Zinn ihre Funktion als Tauschobjekt.
Per Gesetz vereinheitlicht wurden im Jahr 221 v. Chr. nicht zuletzt die Radstände aller Wagen, die auf den Straßen von Qin unterwegs waren. Das Ziel war ganz offensichtlich sicherzustellen, dass die Räder in die Rillen auf den Wegen passten. Der Radstand lag in der Qin- und Han-Dynastie bei etwa 1,50 Metern.

### Eroberungen und Kolonisation
Bereits kurz nach der Einigung des Reiches begannen im Auftrag des Ersten Kaisers unter dem bedeutenden General Meng Tian militärische Aktionen zur Vergrößerung des Reiches. Die Angaben über den genauen Zeitpunkt dieser Aktionen in den Chroniken sind widersprüchlich. In nördlicher Richtung gab es mehrjährige Kampagnen gegen die Xiongnu, in deren Verlauf die Ordos-Region, Teile der heutigen Inneren Mongolei und das heutige Gansu bis etwa Lanzhou an das Reich angegliedert wurden. Bedeutender als die Expansion nach Norden war jedoch die Ausdehnung des Reiches in Richtung des fruchtbaren und regenreichen Südens. Drei oder vier neue Kommandanturen wurden in den heutigen Provinzen Fujian, Guangdong und Guangxi errichtet; in diesen Regionen lebten damals nichtchinesische Völker mit hoher kulturelle Diversität, die erst in den folgenden Jahrhunderten sinisiert und assimiliert wurden. Die neuen Kommandanturen gingen mit dem Fall der Qin-Dynastie zunächst auch wieder verloren.
Die neu eroberten Gebiete wurden durch Ansiedelung von Bauern aus dem Kernland des Reiches erschlossen. Die erste dieser Umsiedelungsaktionen ist für das Jahr 219 v. Chr. dokumentiert, als Qin Shi Huangdi nach einem längeren Aufenthalt an der Südseite der Shandong-Halbinsel entschied, 50.000 Haushalte in diese Region zu transportieren und dort anzusiedeln. Weitere Umsiedelungen folgten im Zuge der Süd- und Nordexpansion des Reiches. Zu den Personen, die umgesiedelt wurden, gehörten einerseits verurteilte Straftäter, Schuldsklaven und Militär- oder Arbeitsdienstpflichtige, die sich vor ihren Verpflichtungen gedrückt hatten. Auch Beamte, die im Dienst nicht aufrecht gewesen sind, sowie Händler, deren Aktivitäten im Qin-Reich geächtet werden sollten, konnten mit Umsiedelung bestraft werden. Schließlich wurden normale Haushalte, die bereit waren, sich in zu kolonisierenden Gebieten niederzulassen, mit Ausnahme von Arbeitsdienst oder mit Aufstieg in der Rangordnung belohnt.

### Bauaktivitäten
Für größere Bauprojekte wurden im vorkaiserlichen China Bauern zum Frondienst herangezogen. Durch die Vereinigung des Reiches und den gleichzeitig besseren Zugriff der Bürokratie auf die Bevölkerung hatte die Qin-Dynastie die Fähigkeit, Arbeitskräfte viel massiver zu mobilisieren, als es davor möglich war.
Ab 220 v. Chr. begann man mit dem Bau von kaiserlichen Fernstraßen, welche von der Hauptstadt Xianyang aus vor allem in Richtung Norden und Osten führten. Die bedeutendste davon war die 800 km lange, von Meng Tian errichtete Gerade Straße, die etwas außerhalb von Xianyang beginnt und bis in die Nähe des heutigen Baotou führt. Sie war zwar noch nicht fertiggestellt, als die Qin-Dynastie unterging, jedoch sind Reste davon bis heute erhalten. Die Straßen hatten in flachem Terrain eine Breite von bis zu 24 m. Insgesamt wird das Straßennetz, das während der Qin-Dynastie existierte, auf etwa 6800 km Länge geschätzt. In der Nähe der Hauptstadt Xianyang besaßen die Straßen eine mittlere Spur, die für den Kaiser und hohe Beamten freizuhalten war.
Derselbe Meng Tian, der mit dem Straßenbau betraut war, hatte auch mit 300.000 Mann die Xiongnu zu bekämpfen und eine Mauer zu bauen. Die Chroniken berichten, dass er eine Mauer schuf, die 10.000 Li lang war und sich von Lintao bis Liaodong erstreckte. Ob die Mauer der Qin-Zeit wirklich eine solche Länge aufwies und ob sie Unterbrechungen hatte oder nicht, ist nicht gewiss. Die von den Qin gebaute Mauer verlief jedoch weiter nördlich als die heute noch sichtbare Mauer, die aus der Ming-Dynastie stammt. Meng Tian konnte auch auf Mauerabschnitte zurückgreifen, die von den einzelnen Streitenden Reichen ab 300 v. Chr. gebaut worden waren. Die logistischen Anstrengungen wie auch die Opferzahlen müssen kolossal gewesen sein; ob die Mauer jedoch jemals ihre Schutzfunktion vor den nomadischen Völkern Innerasiens erfüllte, ist umstritten.
Im Jahre 212 v. Chr. ließ der Erste Kaiser den Bau einer neuen Thronhalle südlich des Wei-Flusses beginnen. Dieser Palast bekam später den Beinamen Epang-Palast. Die Ausmaße, die dieser neue Palast hatte, werden mit 675 Metern Länge und 112 Metern Breite angegeben. Für dasselbe Jahr erwähnen die Chroniken die damals im Bau befindliche riesige Grabstätte. Für diese beiden Vorhaben wurden angeblich 700.000 Männer, also mehr als das Doppelte wie für den Mauerbau, eingesetzt.
In Verbindung mit der Südexpansion steht ein Kanalbauprojekt, neben dem Zhengguo-Kanal und dem Dujiangyan-Bewässerungssystem das dritte große Kanalprojekt, das unter Qin Shihuangdi verwirklicht wurde. Mit dem Lingqu-Kanal wurde der Xiang, ein Nebenfluss des Jangtsekiang, mit dem Li Jiang, einem Nebenfluss des Westflusses, verbunden. Dies bedeutete, dass ein Wasserweg geschaffen werden konnte, mit dem man Getreide und anderes Material ohne Unterbrechung auf dem Wasserweg von Nordchina bis in das heutige Guangzhou befördern konnte. Dieser Kanal wird heute noch befahren. Für ein Land, in dem es keine natürliche Nord-Süd-Wasserstraße gab, die Geographie für die Küstenschifffahrt ungünstig war und der Landtransport teuer war, ist die Bedeutung dieses Wasserweges kaum zu überschätzen.

### Inspektionsreisen
Der erste Kaiser der Qin-Dynastie unternahm insgesamt fünf ausgedehnte Inspektionsreisen durch sein Reich, die ihn und seinen Kanzler Li Si an alle Orte von Bedeutung brachten. Wenngleich dies andere Herrscher auch taten, so wurde Qin Shi Huangdi, was die Häufigkeit und die Dauer seiner Reisen betrifft, von keinem anderen Monarchen Chinas übertroffen. Neben seinem Interesse, sein Reich zu besichtigen, war auch sein Glaube an ein Elixier der Unsterblichkeit Triebkraft für die Reisen. Da er dieses Elixier im oder am Meer zu finden hoffte, reiste er mehrmals zu und entlang der ostchinesischen Küste, und hielt sich dort auch längere Zeit lang auf.
Auf seiner ersten Reise an die chinesische Ostküste traf der Kaiser auf einen Zauberer namens Xu Fu, der ihn um Erlaubnis bat, das Meer erkunden zu dürfen. Er versprach, drei Berginseln suchen zu wollen, auf denen die Unsterblichen leben sollten. Der Kaiser entsandte ihn mit einer Flotte und zahlreichen Jungen und Mädchen, diese Flotte kehrte jedoch nie wieder zurück. Der Legende nach wurde auf diese Weise Japan besiedelt.
Auf den Inspektionsreisen ließ der Erste Kaiser insgesamt sechs große Tafeln mit Inschriften aufstellen, deren Texte Li Si zugeschrieben werden und die die Errungenschaften und die Glorie der Qin-Dynastie preisen. Zwar ist nur ein Fragment einer der Tafeln erhalten, die Inschriften sind jedoch mit einer Ausnahme überliefert. Weiters wurden, speziell auf bedeutenden Bergen wie dem Tai Shan, Zeremonien durchgeführt, die das Ziel hatten, den Ruhm Qins im Himmel bekanntzumachen. Auf seiner fünften Reise starb der Erste Kaiser unerwartet im Juli/August 210 im heutigen südlichen Hebei. Seine Reise hatte bis dahin schon zehn Monate gedauert.

### Exzesse
Zwei Episoden, die in den Chroniken erwähnt sind, haben das Ansehen der Qin-Dynastie bis heute geprägt. Sie sind in China unter dem Begriff Bücher verbrennen und Gelehrte begraben bekannt.
Anlässlich eines Empfangs im Kaiserpalast im Jahre 213 v. Chr. wurde der Erste Kaiser von zahlreichen Gelehrten dafür gepriesen, den Frieden hergestellt zu haben, indem er das Land in Kommandanturen und Kreise aufteilte, anstelle das Land in König- und Herzogtümer zu zerteilen, wie es die Vorgängerdynastien getan hatten. Gelehrte aus dem früheren Staate Qi, einem Kernland des Konfuzianismus, erklärten jedoch, dass die Herrscherdynastien vor Qin gerade deshalb so lange Bestand hatten, weil die Herrscher ihre Verwandten und verdiente Minister mit Lehen belohnten. Die Reaktion des legalistischen Kanzlers Li Si war heftig; er empfahl, dass alle Bücher, die geeignet waren, die Gegenwart mit Hilfe der Vergangenheit zu kritisieren, verbrannt werden sollten. Dazu gehörten Werke anderer philosophischer Strömungen als dem Legalismus, die Chroniken anderer Staaten und speziell das Buch der Lieder und das Buch der Urkunden. Die Werke in der kaiserlichen Bibliothek (觀文殿,  guānwéndiàn) sowie alle Bücher über Medizin, Land- und Forstwirtschaft sowie Astrologie sollten von diesem Dekret ausgenommen sein. Außerdem sollten alle, die die Gegenwart mit Hilfe der Vergangenheit kritisierten, hingerichtet werden.
Der Vorschlag wurde von Kaiser Qin Shihuangdi genehmigt; das Dekret wurde erst im Jahre 191 v. Chr. durch die Han-Dynastie zurückgenommen. Die Bücherverbrennung der Qin-Dynastie hatte nicht zum Ziel, den gesamten Bestand an Büchern zu verbrennen. Es ist nicht geklärt, wie viele Bücher tatsächlich verbrannt wurden und wie viele Schriftstücke aus der Zhou-Dynastie durch diese Aktion verlorengingen. Es ist anzunehmen, dass die Schäden, die das Niederbrennen des Kaiserpalasts durch Rebellen im Jahr 206 anrichtete, viel höher waren, und dass in späteren Jahrhunderten weitere Schriftstücke verlorengingen. Dieses absichtliche Zerstören von Literatur hatte jedoch zur Folge, dass die konfuzianistisch geprägten Historiker der folgenden Dynastien über Qin ein tendenziell negatives Bild zeichneten.
Eine zweite Episode wird dem Jahr 212 zugeschrieben. Ein gewisser Meister Lu, ein Magier von der ostchinesischen Küste, riet dem Ersten Kaiser, sich von anderen Männern fernzuhalten, denn so wäre es ihm möglich, das Elixier der Unsterblichkeit zu entdecken. Der Kaiser ließ in der Folge zahlreiche Paläste umbauen, dekorieren und jeden hinrichten, der sich während seiner Anwesenheit in diesen Palästen zeigte. Als er einmal von einem Hügel aus das Gefolge seines Kanzlers Li Si erblickte, ärgerte er sich über die hohe Zahl der Begleitung. Li Si reduzierte sein Gefolge entsprechend, da erkannte der Kaiser, dass es in seinem eigenen Gefolge eine undichte Stelle gab. Da niemand zugeben wollte, Li Si informiert zu haben, ließ er alle jene, die zu besagtem Zeitpunkt bei ihm waren, hinrichten. Außerdem erfuhr der Kaiser von Schmähreden, in denen er als grausam und machthungrig bezeichnet wurde. Er ließ dafür persönlich ausgesuchte 460 Gelehrte hinrichten. Seinen Sohn Fusu, der ihn für die Hinrichtungen kritisierte, schickte er an die Nordgrenze seines Reiches, um die Militär- und Bautätigkeiten von Meng Tian zu überwachen.
Diese Episode aus dem Shiji hat viel dazu beigetragen, dass der Erste Kaiser traditionell als grausame Schreckgestalt dargestellt wird. Sie ist aber aller Wahrscheinlichkeit nach eine Erfindung, die Sima Qian beim Zusammenstellen seiner Chronik entweder unkommentiert von einer anderen Quelle übernommen hat, oder die später von Unbekannten in die Chronik eingefügt wurde. Die verwendeten Schriftzeichen lassen zudem die Interpretation zu, dass die Gelehrten lebendig begraben wurden, was die Dramatik, die diese Geschichte der Figur von Qin Shihuangdi verliehen hat, weiter erhöht.

### Ideologien und Philosophien
Die Qin-Dynastie wird als reinste Verkörperung der Philosophie des Legalismus gesehen und in der Tat wurde der Legalismus von keinem späteren Herrscher so umgesetzt, wie dies in Qin geschah. Das Reich und sein Kaiser, der den Legalismus wohl als politische Notwendigkeit akzeptierte, waren jedoch von weiteren bedeutenden Wert- und Denkrichtungen beeinflusst. Es ist überdies anzunehmen, dass die Gelehrten in ihrer Zeit sich nicht bewusst einer Schule anschlossen, und dass die Einteilungen erst zu viel späterer Zeit erfolgten.
Der Legalismus zerfällt grob in zwei Strömungen, wovon eine auf dem Denken von Shang Yang beruht und strenge Gesetze, Gruppenverantwortung sowie Belohnung und Strafe als Werkzeuge zum Staatsaufbau vorsieht. Die Lehren von Shen Buhai betonen jedoch die Methoden und Techniken, die ein Staat zum Aufbau einer bürokratischen, entpersonalisierten Verwaltung anwenden muss. Obwohl Shen Buhai Kanzler des Staates Han war, wurden seine Theorien auch in Qin angewandt, dies zeigen Schriften von Li Si und auch Gesetzestexte, die bei Ausgrabungen zum Vorschein gekommen sind und die von einer bemerkenswert hohen Entwicklung der quantitativen Techniken des Qin-Reiches zeugen.
Der Konfuzianismus war eine weitere einflussreiche Philosophie des Qin-Reiches. Auch wenn die Zentren des Konfuzianismus ursprünglich nicht in Qin, sondern in anderen Staaten lagen, so finanzierte Qin Shihuangdi ein Institut von Akademikern, dem 70 Mitglieder angehörten. Diese wurden zu zahlreichen Fragen wie Formulierung von Riten, Zeremonien, Opferungen oder Traumdeutungen beigezogen. Die konfuzianistischen Institutionen waren von den berüchtigten Bücherverbrennungen ausgenommen. Die Bedeutung konfuzianistischer Ideen wird weiters durch die Steininschriften des Ersten Kaisers illustriert und überlieferte Straffälle demonstrieren, dass die Gesetze Qins die Missachtung von konfuzianistischen Werten, etwa die Kindespflichten, unter Strafe stellte. Somit waren der Konfuzianismus und der Legalismus der Qin-Dynastie, anders als häufig dargestellt, keine gegengesetzten, sondern sich ergänzende Denkströmungen.
Der Fünf-Elemente-Lehre wurde wahrscheinlich durch den Ersten Kaiser ebenso eine große Beachtung geschenkt; zumindest nimmt sie im Shiji einen breiten Raum ein. Diese Philosophie besagt, dass die Elemente Erde, Metall, Holz, Feuer und Wasser in einer ständig wiederkehrenden und unabänderlichen Reihenfolge auftreten. Dem Hause Zhou war das Element Feuer zugeordnet. Die Qin-Herrscher hatten Kosmologen, die sie dabei berieten, wie man am besten die Unterstützung der Kräfte des Elementes Wasser für sich erlangen könnte; die Farbe schwarz (die Entsprechung des Wassers unter den Farben) war somit die bevorzugte Farbe für Kleidung und Flaggen; der Zahl sechs (die Entsprechung des Wassers in der Zahlenwelt) wurde bei Vorschriften über Wagenlänge und Huthöhe Rechnung getragen und gewisse Zeremonien oder Hinrichtungen fanden vorwiegend im Winter, der Entsprechung des Wassers unter den Jahreszeiten statt. Die Historizität dieser Angaben steht jedoch nicht außer Frage.
Der Daoismus in seiner Ausprägung der Qin-Zeit sowie Hexerei und Schamanismus fanden großes Interesse des Ersten Kaisers, der an die Existenz eines Elixiers der Unsterblichkeit glaubte und hoffte, dies mit Hilfe von Magikern zu finden.

## Untergang

### Tod des Ersten Kaisers
Der Erste Kaiser starb auf seiner fünften Inspektionsreise, im Jahr 210, im heutigen südlichen Hebei, im 49. Lebensjahr. Mit ihm auf dieser Reise befanden sich unter anderem sein Lieblingssohn Huhai, Kanzler Li Si und der Eunuch Zhao Gao. Zhao Gao war Lehrer von Huhai, vor allem in rechtlichen Angelegenheiten, und er hatte das wichtige Amt inne, den Ein- und Ausgang von kaiserlichen Dokumenten zu überwachen. Kurz vor seinem Tod verfasste Qin Shihuangdi ein Papier, in welchem er seinen ältesten Sohn Fusu, den er an die Nordgrenze des Reiches zu Meng Tian geschickt hatte, in die Hauptstadt Xianyang rief, damit er dort die Thronfolge antreten konnte. Zhao Gao hinterging den Kaiser nun, indem er das Schreiben zurückhielt und anstelle dessen einen kaiserlichen Brief fälschte, in welchem er Fusu und Meng Tian der Untreue gegenüber dem Hof bezichtigte und sie zum Selbstmord aufforderte.

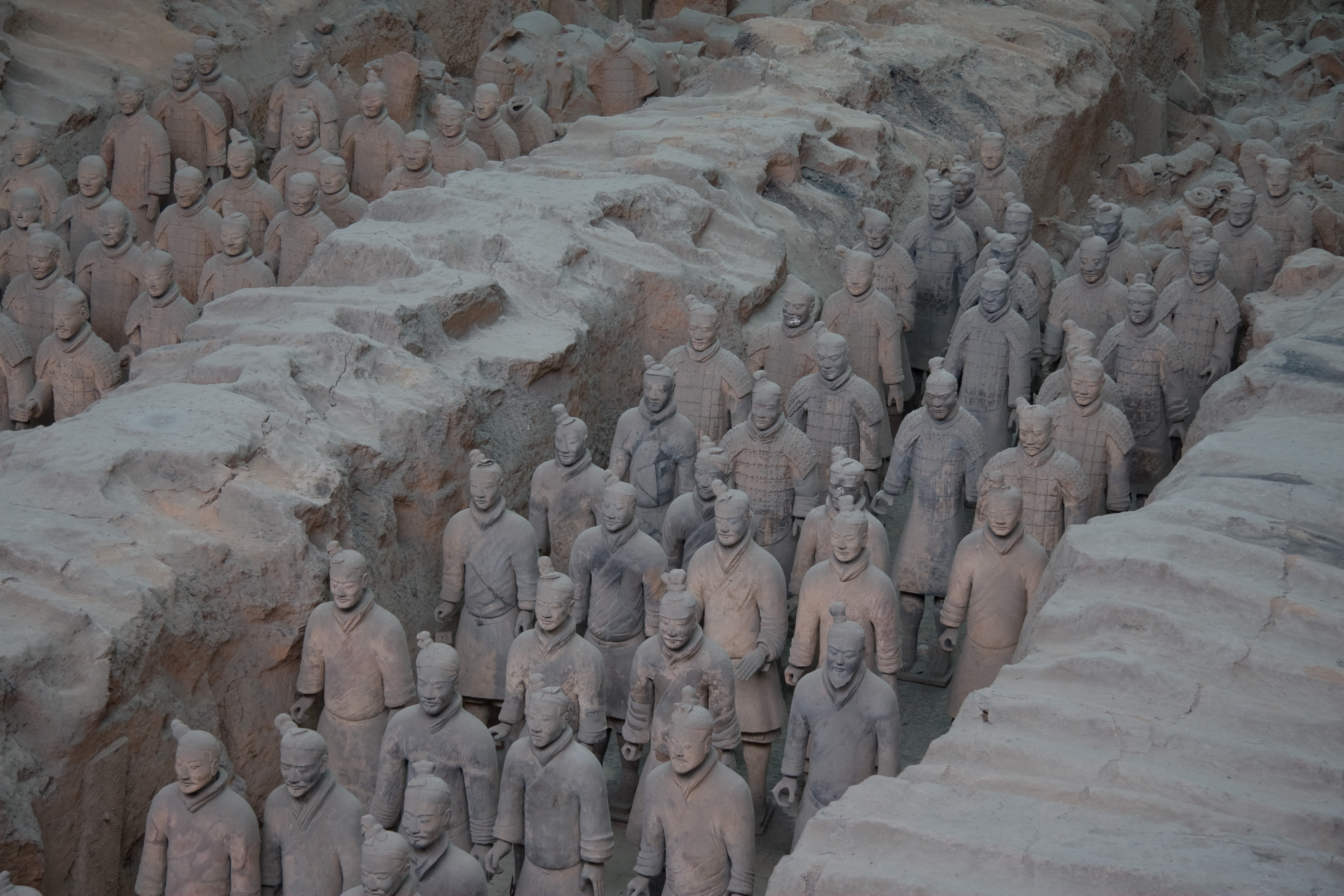
Die Terrakotta-Armee im Mausoleum Qin Shihuangdis

Qin Shihuangdi wurde in einem Mausoleum, das sich damals schon mehrere Jahre in Bau befand, beerdigt. Mit ihm wurden zahlreiche Konkubinen, Schätze und Soldaten aus Terrakotta begraben; jene Arbeiter, die die Arbeiten am Mausoleum ausführten, begleiteten den Kaiser ebenfalls ins Grab, um das Geheimnis der Anlage zu bewahren. Dieses Grab mit seiner Terrakotta-Armee ist heute einer der bedeutendsten Fremdenverkehrsmagnete der Volksrepublik China.
Huhai bestieg somit als Zweiter Kaiser den Thron. Auch er führte, gleich seinem Vater, eine Inspektionsreise durch und verewigte sich in einer der Steintafeln, die der Erste Kaiser aufstellen lassen hatte. Gleichzeitig übernahm Zhao Gao jedoch die Macht. Im Jahre 208 ließ er den alternden Li Si mitsamt seiner Familie hinrichten; Li Si starb auf dem Marktplatz von Xianyang den grausamen Tod durch die Fünf Strafen und anschließendes Zertrennen des Körpers an der Hüfte. Wenig später übernahm er das Kanzleramt und trieb den Zweiten Kaiser in den Selbstmord. Neuer Kaiser wurde ein Enkel von Qin Shihuangdi, Ziying. Dieser ließ Zhao Gao kurz nach seiner Thronbesteigung erstechen.

### Rebellionen
Im Jahre 209 v. Chr. brach im Qin-Reich die erste größere Rebellion aus. Die Chroniken berichten von zwei Landarbeitern namens Chen She und Wu Guang aus dem früheren Staate Chu, die die Aufgabe bekommen hatten, 900 zwangsverpflichtete Arbeiter zur Großen Mauer zu bringen. Starker Regen verzögerte die Ankunft der Arbeiter; nach Qin-Recht hätten die beiden Männer dafür zum Tod verurteilt werden sollen. Sie entschieden sich zur Rebellion und es gelang ihnen, ein gewisses Territorium unter ihre Kontrolle zu bringen. Chen She nahm in der Folge den Titel Großer Chu an und schaffte es im Winter 208 sogar, eine Stadt unweit der Hauptstadt Xianyang zu belagern. Die Truppen von Chen She wurden jedoch von einer Armee des Qin-Generals Zheng Han besiegt; Chen She wurde kurz darauf von einem seiner Gefolgsleute ermordet.
Für das militärisch starke Qin-Reich war die Niederschlagung dieser Rebellion keine Schwierigkeit. Sie löste jedoch zahlreiche Revolten vor allem in Gebieten aus, die früher zu anderen Staaten gehört hatten und wo nach wie vor Treue zu den alten Herrscherhäusern vorherrschte. So kam es zu einer Serie von Morden an kaiserlichen Beamten in verschiedenen Kommandanturen; die Zentralregierung hatte indes nicht die Fähigkeit, auf diese Vorkommnisse schnell zu reagieren. Inspiriert von der Rebellion Chen Shes organisierten 209 v. Chr. zwei Mitglieder des ehemaligen Chu-Königshauses, Xiang Liang und Xiang Yu, einen Aufstand, ermordeten den Gouverneur Kuai Chi und stellten das Chu-Königreich wieder her, indem sie einen Enkel des früheren Königs als Herrscher einsetzten. Ähnliches geschah in Yan, Han, Wei, Zhao und Qi. Ebenfalls im ehemaligen Chu ermordete der Bauernführer Liu Bang den Gouverneur von Pei und nahm ab dann den Titel Herzog von Pei an.
Qin entsandte eine Armee in Richtung Osten, um die verlorenen Gebiete zurückzuerobern. Es kam zu einer Belagerung einer strategisch wichtigen Stadt im Staate Zhao, die die Rebellen unter Xiang Yu für sich entscheiden konnten. In der Folge etablierte Xiang Yu sich als fähiger Heerführer, während zahlreiche altgediente Qin-Generäle besiegt wurden oder sich ergeben mussten. Parallel zu dieser Belagerung entsandte der neu eingesetzte Chu-König Liu Bang mit einem Heer in das Herzland von Qin, nämlich in die Region Guanzhong. Nachdem es ihm gelungen war, bei Lantian ein Qin-Heer zu besiegen, hatte er freien Weg zur Qin-Hauptstadt Xianyang. Dort ergab sich Ziying, der Dritte Kaiser, dem Bauernführer Liu Bang, nur 46 Tage nach seiner Thronbesteigung.
Gemäß einer Abmachung mit dem König von Chu hätte Liu Bang somit neuer König von Qin werden sollen. Die Chroniken berichten, dass er die Staatsdokumente von Qin beschlagnahmen, den Palast und die Waffenkammern abriegeln und das harte und unpopuläre Strafgesetzbuch abschaffen ließ. Etwa zwei Monate später erreichte Xiang Yu mit seinen Truppen die Stadt Xianyang, ließ Ziying und seine Familie hinrichten und den Palast plündern und niederbrennen. Somit endeten Qin-Dynastie und die 700-jährige Existenz des Staates Qin. Ob sich Liu Bang bei der Einnahme Xianyangs wirklich so nobel verhalten hat wie in den Chroniken beschrieben, lässt sich nicht nachprüfen. Bei der Interpretation der Quellen ist zu beachten, dass Liu Bang später den Kaiserthron bestieg, so dass die Historiker in seinen Diensten arbeiteten.
Xiang Yu hatte vor, aus dem ehemals vereinigten Reich eine Föderation von 18 Königreichen zu machen, die von einem 19. Reich angeführt werden sollte. Als König dieses 19. Reiches sah er sich selbst. Er ließ den König von Chu ermorden und machte Liu Bang zum König des abgelegensten Teiles von Qin namens Hanzhong. Dieser Verrat führte zu einem Krieg, den Liu Bang mit Unterstützung der Heerführer Xiao He und Han Xin im Jahr 202 in einer Entscheidungsschlacht im heutigen Anhui für sich entschied. Er rief sich zum ersten Kaiser der Han-Dynastie aus. Als Mann aus dem Volk schaffte er einige der unpopulärsten Gesetze der Qin-Dynastie ab, versorgte seine Gefolgsleute mit Lehen, führte im Allgemeinen jedoch die Politik der Qin-Dynastie weiter.

## Historische Bewertung
Der schnelle Zusammenbruch der Qin-Dynastie beschäftigte die Historiker schon kurz nach der Errichtung der Nachfolgedynastie. Man warf den Qin vor, keine Menschlichkeit und Rechtschaffenheit gezeigt zu haben, den Unterschied zwischen Erobern und Konsolidieren nicht erkannt zu haben und, indem man keine Vasallenstaaten zuließ, seine eigenen Gefolgsleute vernachlässigt zu haben. Im Allgemeinen qualifizierten die konfuzianistisch geprägten Gelehrten die Qin-Dynastie als barbarisch und militaristisch ab.
Erst in der ersten Hälfte des 20. Jahrhunderts begannen chinesische Historiker, ein ausgewogeneres Bild des Qin-Reiches zu zeichnen. In den 1970er Jahren verkehrten Maoismus und Kulturrevolution die bis dahin herrschende Meinung in ihr Gegenteil, indem sie den Konfuzianismus verurteilten und den legalistischen Qin-Staat als fortschrittlich priesen. Die marxistischen Historiker erklärten jedoch den schnellen Fall der Qin mit einem Klassenkampf der Bauern unter Figuren wie Chen She oder Liu Bang gegen die herrschende Klasse. Abgesehen davon, dass die Bauern zur Zeit des Falls der Qin kein Klassenbewusstsein gehabt haben dürften und dass es ihnen in der Han-Dynastie keineswegs besser ging, sprechen zahlreiche historische Fakten gegen diese These.
Vielmehr dürften die Inkompetenz und Intrigen nach dem Tod des Ersten Kaisers sowie eine Überbeanspruchung der vorhandenen Ressourcen zum Fall der Qin geführt haben.